# Gabriele Bozok
Gabriele Bozok (* 11. November 1953 in Merchweiler) ist eine deutsche ehemalige Politikerin (Bündnis 90/Die Grünen). Von 1994 bis 1999 war sie Abgeordnete im Landtag des Saarlandes.
Den Grünen trat Bozok im Jahr 1986 bei. Von 1989 bis 1994 war sie Mitglied im Bezirksrat Mitte der Landeshauptstadt Saarbrücken. Im Oktober 1994 wurde sie in den Landtag des Saarlandes gewählt (elfte Legislaturperiode). Dort war sie bis zu ihrem Ausscheiden im Jahr 1999 die stellvertretende Vorsitzende ihrer Fraktion.
Dem Saarbrücker Stadtrat gehörte sie seit Juni 1994 an. Dort war sie kulturpolitische Sprecherin der Grünen. Ab Dezember 1998 war sie Mitglied des Untersuchungsausschusses „Zeithammer“ zur Aufklärung der Entlassung von Franz Zeithammer. 2001 war sie Mitglied der Jury für Förderstipendien für bildende Künstlerinnen.
Seit Juni 2010 ist sie als Schatzmeisterin im Vorstand des Kinderschutzbundes in Saarbrücken.